# Gerald Anderson
Gerald Anderson é um ator filipino. Recebeu o prêmio hot papa da Star Magic Ball's em 2012 e o de melhor ator de série dramática pelo papel Budoy da 2012 Golden Screen TV Awards.

## Filmografia

### Televisão
| Televisão    | Televisão                                                      | Televisão                   | Televisão |
| Ano          | Título                                                         | Papel                       | Emissora  |
| ------------ | -------------------------------------------------------------- | --------------------------- | --------- |
| 2013         | Bukas Na Lang Kita Mamahalin                                   | Miguel Dizon                | ABS-CBN   |
| 2012         | Maalaala Mo Kaya: Letter                                       | Senator Alan Peter Cayetano | ABS-CBN   |
| 2012         | Maalaala Mo Kaya: Jacket                                       | Jevon                       | ABS-CBN   |
| 2012         | Toda Max                                                       | Captain Buddy Torres        | ABS-CBN   |
| 2011–2012    | Budoy                                                          | Budoy/Benjamin Maniego      | ABS-CBN   |
| 2011         | Nestle Kasambuhay, Habambuhay: Short Film Anthology            | Himself/Host                | ABS-CBN   |
| 2011         | Wansapanataym: Rod Santiago's: Buhawi Jack                     | Jack Isidro                 | ABS-CBN   |
| 2010         | Showtime                                                       | Guest Hurado                | ABS-CBN   |
| 2010         | Your Song Presents: Kim                                        | Alfred                      | ABS-CBN   |
| 2010         | Your Song Presents: Isla                                       | Daniel                      | ABS-CBN   |
| 2010         | Your Song Presents: Love Me, Love You                          | Attorney Homer              | ABS-CBN   |
| 2010         | Kung Tayo'y Magkakalayo                                        | Robbie Castillo             | ABS-CBN   |
| 2010         | Maalaala Mo Kaya: Lubid                                        | Jerome Concepcion           | ABS-CBN   |
| 2010         | Tatak ng Agimat                                                | Himself/Host                | ABS-CBN   |
| 2009         | Agimat: Ang Mga Alamat ni Ramon Revilla:Tiagong Akyat          | Tiago/Santiago Ronquillo    | ABS-CBN   |
| 2009         | Kapamilya, Deal or No Deal                                     | Contestant                  | ABS-CBN   |
| 2009         | Tayong Dalawa                                                  | JR/Lt. David D. Garcia, Jr. | ABS-CBN   |
| 2008-2009    | Your Song Presents: My Only Hope                               | Keeno/ Joaquin Alejandro    | ABS-CBN   |
| 2008         | My Girl                                                        | Julian Abueva               | ABS-CBN   |
| 2008         | Karera sa Promotion                                            | Perez                       | ABS-CBN   |
| 2008         | Sineserye Presents: The Susan Roces Cinema Collection: Maligno | Joaquin                     | ABS-CBN   |
| 2007         | Your Song: Ngiti                                               | Aaro                        | ABS-CBN   |
| 2007         | Love Spell: Cindy-Rella                                        | Albert                      | ABS-CBN   |
| 2007         | Your Song: Someday                                             | Arkin                       | ABS-CBN   |
| 2007         | Gokada Go!                                                     | Gab/ Gabriel Fernandez      | ABS-CBN   |
| 2007         | Sana Maulit Muli                                               | Travis Johnson/Bokbok       | ABS-CBN   |
| 2006-2007    | Aalog-Alog                                                     | Gerald Dean Padilla         | ABS-CBN   |
| 2006         | Love Spell: Pasko Na, Santa Ko                                 | Ryan                        | ABS-CBN   |
| 2006         | Love Spell: Charm and Crystal                                  | Nookie                      | ABS-CBN   |
| 2006         | Your Song: Alive                                               | Migs                        | ABS-CBN   |
| 2006         | Your Song: Bitin Sa Iyo                                        | John                        | ABS-CBN   |
| 2006         | Maalaala Mo Kaya: Bus                                          | Erik                        | ABS-CBN   |
| 2006         | Star Magic Presents: Ang Lovey Kong All Around                 | Sonny Boy                   | ABS-CBN   |
| 2006         | Love Spell: My Boy, My Girl                                    | Simon                       | ABS-CBN   |
| 2006–present | ASAP 18                                                        | Himself/Performer           | ABS-CBN   |
| 2006         | Pinoy Big Brother: Teen Edition                                | Himself/Housemate           |           |

### Filmes
| Filmes | Filmes                       | Filmes              | Filmes         | Filmes           | Filmes             | Filmes                   |
| Ano    | Título                       | Papel               | Co-Stars       | Diretor          | Data de lançamento | Distribuído por          |
| ------ | ---------------------------- | ------------------- | -------------- | ---------------- | ------------------ | ------------------------ |
| 2013   | On The Job                   | Daniel Benitez      | Piolo Pascual  | Erik Matti       | 28 de agosto       | Star Cinema              |
| 2012   | 24/7 in Love                 | Alvin Cruz          | Kim Chiu       | Mae C. Cruz      | 21 de novembro     | Star Cinema              |
| 2011   | Won't Last A Day Without You | Andrew Escalona     | Sarah Geronimo | Raz Dela Torre   | 30 de novembro     | Star Cinema e Viva Films |
| 2011   | Catch Me, I'm in Love        | Erick Rodriguez III | Sarah Geronimo | Mae Czarina Cruz | 23 de março        | Star Cinema e Viva Films |
| 2010   | Till My Heartaches End       | Powie Barredo       | Kim Chiu       | Joey Reyes       | 27 de outubro      | Star Cinema              |
| 2010   | Paano Na Kaya?               | Bogs                | Kim Chiu       | Ruel S. Bayani   | 27 de janeiro      | Star Cinema              |
| 2008   | Shake Rattle & Roll X        | Lui                 | Kim Chiu       | Topel Lee        | 25 de dezembro     | Regal Films              |
| 2007   | I've Fallen For You          | Alex Reyes          | Kim Chiu       | Lino Cayetano    | 26 de setembro     | Star Cinema              |
| 2006   | First Day High               | MJ2 Ramirez         | Kim Chiu       | Mario Cornejo    | 20 de setembro     | Star Cinema              |